# Жизнь людей прежде всего (партия)
Жизнь людей прежде всего (яп. 国民の生活が第一 'Kokumin no Seikatsu ga Dai'ichi') — недолго просуществовавшая японская политическая партия. У неё было 37 из 480 мест в Палате представителей и 12 из 242 мест в Палате советников. 28 ноября 2012 года партия объединилась с базирующейся в Оцу Партией будущего Сиги Юкико Кады.
Партия выступала против повышения налога на потребление и планировала свести к нулю использование ядерной энергетики.

## Основание
Итиро Одзава и 48 других членов парламента, входивших в Демократическую партию Японии (ДПЯ), основали новую партию после того, как руководство ДПЯ Ёсихико Ноды проголосовало за увеличение налога на потребление с 5 % до 10 %. Первое заседание состоялось в парламентском музее 11 июля 2012 года. В состав вошли 37 членов нижней палаты и 12 членов верхней палаты. К концу месяца партия стала третьей по величине в нижней палате после ДПЯ и Либерально-демократической партии (ЛДП) и четвёртым по величине блоком в верхней палате после ДПЯ, ЛДП и Комэйто.

## История

### Планы альянсов
Одзава, создавая партию, ориентировался на действия, подобные созданию коалиции «Оливковое дерево». Возможными партнёрами по коалиции могли быть Осакская ассоциация реставрации Тоору Хасимото, Новая партия Дайчи — Истинные демократы, партия Genzei Nippon Такаси Кавамуры, партия «Айчи — вершина Японии» Хидэаки Омура и возможная будущая партия Синтаро Исихары. Одзава также мог искать союз с Социал-демократической партией.
9 июля 2012 года Такуя Тассо, губернатор префектуры Ивате, исторической родины семьи Одзава и района, который представляет Одзава, объявил, что он разорвёт связи с ДПЯ и присоединится к новой партии.

### Вотум недоверия премьер-министру
3 августа 2012 года партия «Жизнь людей прежде всего» совместно с шестью другими мелкими оппозиционными партиями (партией Кидзуна, Коммунистической партией Японии, Социал-демократической партией, «Вашей партией», Новой партией Японии (не имеющей депутата в нижней палате парламента) и Партией нового возрождения) решили объявить премьер-министру Ёсихико Ноде вотум недоверия; они пытались заблокировать принятие законопроекта о повышении налога на потребление с 5 % до 10 %. В японском парламенте для внесения вотума недоверия в нижнюю палату необходима поддержка 51 законодателя. Предложение было подано в Палату представителей 7 августа 2012 года одновременно с вотумом порицания Ноде в Палате советников. Основная оппозиционная Либерально-демократическая партия также рассматривала возможность подачи вотума недоверия и вотума порицания, если Нода не согласится провести всеобщие выборы. Вотум недоверия был отклонён 246 голосами против 86, при этом ДПЯ проголосовала против, а ЛДП и её партнер Новая Комэйто решили не участвовать в голосовании после того, как было получено согласие Ноды на выборы «в ближайшее время».
29 августа 2012 года Палата советников вынесла Ноде вотум порицания на основе предложения, ранее поданного семью оппозиционными партиями. ЛДП и Комэйто также готовили свой вотум порицания, но в итоге ЛДП, которая поддержала повышение налога на потребление Ноды, поддержала вотум остальных семи партий, в то время как Комэйто воздержалась. Хотя вотум порицания не имел обязательной силы, оппозиционные партии решили бойкотировать оставшиеся до 8 сентября дни заседаний сессии парламента, не допуская принятия дополнительных законов.

### Присоединение бывших членов партии Кизуна
15 ноября 2012 года, после того, как Нода назначил досрочные выборы на 16 декабря 2012 года, партия Кизуна, которая, как и партия «Жизнь людей прежде всего», была основана перебежчиками из ДПЯ, решила самораспуститься и объединиться с партией «Жизнь прежде всего». Однако лидер партии Акира Утияма отказался от этой идеи, вместо этого запланировав сотрудничество с бывшим лидером Новой народной партии Сидзукой Камей для формирования третьей силы в национальной политике. Это изменение означало, что количество законодателей в партии увеличится до 57: 45 в нижней палате и до 12 в верхней палате.

### Слияние с Партией будущего и роспуск
Незадолго до всеобщих выборов 16 декабря 2012 года члены парламента партии присоединились к незадолго до этого созданной Партии будущего, и «Жизнь людей прежде всего» была распущена. Партия будущего пошла на выборы, имея 12 членов в верхней палате и 61 в нижней палате, но выступила плохо: переизбраны были только девять членов.